# Paris-Dakar (Michel Vaillant)
Pour l’article homonyme, voir Paris-Dakar.
Paris-Dakar est le quarante-et-unième album de la série de bande dessinée Michel Vaillant, créée par Jean Graton.

## Synopsis
Steve Warson propose à Michel Vaillant de participer avec lui au Rallye Paris-Dakar au volant d'une Range Rover. La motarde américaine Julie Wood participe également à la course. Après un mano a mano palpitant avec Jacky Ickx et Claude Brasseur au volant de leur Mercedes, Michel et Steve remportent l'épreuve pour leur première participation.